# Pseudoflustra solida
Pseudoflustra solida är en mossdjursart som först beskrevs av William Stimpson 1854.  Pseudoflustra solida ingår i släktet Pseudoflustra och familjen Smittinidae. Inga underarter finns listade i Catalogue of Life.